# Владислав Екельський
Владислав Екельський (пол. Władysław Ekielski, 17 березня 1855, Краків — 23 червня 1927, там само) — польський архітектор, будівничий, підприємець, педагог.

## Біографія
Народився у Кракові в родині правника Евстахія Екельського та Ельжбети із Серадзьких. 1872 року завершив навчання в гімназії святої Анни. Протягом 1872—1876 років закінчив Краківський технічний інститут, а згодом, у 1876—1880 роках навчався на факультеті будівництва Віденської політехніки у Генріха Ферстля. Працював у Ферстля при спорудженні нового корпусу Віденського університету. Повернувся до Кракова, де став працівником архітектурного бюро Тадеуша Стриєнського. Невдовзі очолив бюро, а пізніше, протягом трьох років був співвласником. У цей час спільно зі Стриєнським здобув відзнаки на низці архітектурних конкурсів.
1886 року здав екзамен на концесію будівничого. Від того ж року працював у Промисловій школі Кракова. Спочатку як асистент, згодом — професор. Пізніше викладав геометричний і орнаментальний рисунок, а також будівництво і архітектурні форми у Краківській академії мистецтв. Завдяки низці цінних відкриттів під час реставрації францисканського костелу став членом Комісії у справах історії мистецтва Польської академії знань (після 1895).
1896 року одружився із Софією зі Стясних, вони мали трьох синів і двох дочок. Протягом 1897—1899 років головний редактор краківського журналу «Czasopismo Techniczne». 1900 року став одним із засновників журналу «Architekt». Був головним редактором до 1908 року, коли передав обов'язки Єжи Вархаловському, однак надалі продовжував опікуватись справою і друкуватись. Часопис перестав виходити 1915 року. Після Першої світової війни Екельський зумів на деякий час його відновити. Під час війни займався питаннями відбудови. 1915 року під редакцією Екельського вийшов альбом «Odbudowa polskiej wsi» (Відбудова польського села), де він був автором кількох вступних статей і низки проєктів. В останні роки життя активно працював над книгою, присвяченою архітектурним формам. Працю не було видано.
Близько 1900 року спільно з Антонієм Тухом заснував фірму з виготовлення вітражів та мозаїки. Майстерні розміщувались на першому поверсі дому Екельського. Особисто брав участь у проєктуванні деяких вітражів, як наприклад для костелу у Страхоцині і у Старомесці. Незабаром фірма опинилась на межі банкрутства. Через борги існувала загроза продажу будинку. Врешті була придбана Станіславом Желенським. 1910 року в Екельського діагностували важку хворобу серця, тому 1912 він припинив провадити будівництво, сконцентрувавшись більше на проєктуванні.
Працював при організації архітектурної виставки 1912 року у Кракові, очолював її виконавчий комітет. Входив до складу журі конкурсу проєктів для виставки. Член журі конкурсу проєктів розписів каплиці Собеського на Каленбергу у Відні (1909), на проєкт нового будинку для Львівського університету (1913), будинку воєводства і Сілезького сейму в Катовицях (1923).
Член Краківського технічного товариства. На початку грудня 1908 року у складі делегації товариства брав участь у Першому з'їзді делегатів польських архітектурних кіл у Кракові. Там був обраний до тимчасового складу Сталої делегації польських архітекторів. 18 лютого 1909 року на засіданні Краківського технічного товариства повторно обраний до Сталої делегації. Належав до Кола архітекторів у Кракові. Від 1925 почесний член Палати будівничих. Член Делегації польських архітекторів і перший її президент. Член художньої ради Кракова. 2 травня 1922 року відзначений Офіцерським хрестом Ордену Відродження Польщі. 40-річчя викладацької діяльності Екельського у Промисловій школі відзначене пам'ятною таблицею. Захоплювався музикою, грав на фортепіано. Займався рисунком та акварельним живописом.
Помер 23 червня 1927 року у Кракові, похований на Раковицькому цвинтарі, поле № 40.

## Родина
Екельські походили з Королівської Пруссії. На початку XVIII століття оселились у Кракові. Дід Адам Екельський (1760—1841) був синдиком міста Казімеж, пізніше адвокат у Кракові, засідатель сенату Вільного міста. Був одружений з Ядвігою з Лексицьких. Мав трьох синів: Євстахія (1804—1870), Александра (1806—1858) і Наполеона (1810—1891). Євстахій брав участь у листопадовому повстанні, а Наполеон — у краківському 1848 року. Обидвоє перебували в еміграції.
Найстарший, Євстахій був правником — спочатку суддею, пізніше нотаріусом. Написав кілька історичних праць про Краків. Разом з Ельжбетою з Серадзьких мав сина Владислава (1855—1927), архітектора. 1890 року дружиною Владислава стала Зофія зі Стясних (пом. 1918), донька нотаріуса з Бельська. Мали трьох синів і дві доньки.

## Проєкти
Реалізовані проєкти у Кракові
- Притулок для хлопців фундації князя Олександра Любомирського, вулиця Раковицька, 27 (1880-ті, співавтор Тадеуш Стриєнський). Збудований за конкурсним проєктом.[19]
- Палац Костянтина Володковича на вулиці Любіч, 4 (1885, співавтор Тадеуш Стриєнський).[8]
- Палац Зигмунта Пусловського на вулиці Вестерплатте, 10[20] (1886, співавтор Тадеуш Стриєнський).[21]
- Власний дім у стилі неоренесансу на нинішній вулиці Пілсудського, 40 (1900).[22]
- Дім Антонія Суського на розі вулиць Гродської і площі Домініканської (1909).[23]
- Пергола для експозиції будівельних матеріалів на Виставці архітектури та інтер'єрів у Кракові 1912 року. Особливістю були спарені колони, кожна з яких була виготовлена з різних видів місцевого каменю. Екельський був також автором низки крамниць на тій же виставці.[24]
- «Дім здоров'я» Яна Гвяздоморського на вулиці Семирадського, 1.[2]
- Іконостас у костелі святого Норберта. Співавтор Тадеуш Стриєнський, образи проєкту Яна Матейка.[2] Розібраний 1945 року.[8]
- Дім на вулиці Вестерплатте, 1.
- Дім Каденів на вулиці Кармелітській, 42.[25]
- Дім Барабаша на вулиці Студентській, 14.[3]
- Дім Хахловського на вулиці Вєлополє, 15.[25]
- Дім Вуйціцького на вулиці Шпитальній, 4.[25]
- Вілла Беднарського в Подгужі (тепер район Кракова).[25]
- Керівництво спорудженням пам'ятника Міцкевичу на Ринку у Кракові. Архітектурні деталі.[2]
- Пам'ятник Гралевському в маріяцькому костелі.[25]
- Пам'ятник Тирховському в костелі святої Анни.[25]

Реставрація
- Реставрація пресбітерія костелу францисканців у Кракові. Роботи розпочато 1895 року. Виявлено деталі первинного плану храму, а також кам'яні масверки. Поліхромію виконав Станіслав Виспянський.[3]
- Кам'яниця на площі Ринок, 45 у Кракові. Початкове завдання полягало в добудові третього і четвертого поверху та ремонті фасадів. Під час робіт відкрито старий готичний фасад XIV зі специфічним обрамуванням вікон. Фасад доповнено скульптурою Фенікса, виготовленою Юліаном Шопінським за проєктом Станіслава Виспянського. Відкрито і укріплено дерев'яні перекриття першого поверху.[26]
- Кам'яниця на площі Ринок, 7 у Кракові.[2]
- Кам'яниця на вулиці Щепанській, 1 у Кракові.[2]

В інших населених пунктах
- Робітнича лазня у Величці.[25]
- Ратуша у Скавіні.[25]
- Перебудова вежі костелу в Любчі.[3]
- Перебудова вежі костелу у Скавіні.[25]
- Синагога у Тарнові. За проєктом Екельського завершено будівництво, розпочате 1866 року.
- Пансіонат «Стамари» в Закопаному з елементами «закопанського» стилю.[22]
- Мавзолей Желенських у Бжезі Бохенського повіту.[25]
- Дім повітової ради в Бохні.[2]

Нереалізовані проєкти
- Конкурсний проєкт пам'ятника обороні Відня. Скульптор Теодор Ригер. Створений під час перебування у Відні приблизно між 1880 і 1882 роками.[2]
- Конкурсний проєкт Ощадної каси у Львові — перша премія (1888, співавтор Тадеуш Стриєнський).[27]
- Проєкт музичного павільйону для Галицької крайової виставки у Львові — друге місце (1893).[25][28]
- Конкурсний проєкт ратуші у Кракові — IV місце (1904).[3]
- Конкурсний проєкт дому Технічного товариства у Кракові — II місце. 1905 рік.[29]
- Конкурсний проєкт будинку газового підприємства у Варшаві (бл. 1905). Пізніше експонувався на ювілейній виставці Товариства приятелів красних мистецтв у Кракові.[25]
- Проєкт упорядкування вавельського пагорба під назвою «Акрополіс» (1904—1906, співавтор Станіслав Виспянський).[3]
- Проєкт регуляції Кракова (генерального плану). Створений для конкурсу 1910 року, на якому здобув перше місце. Співавтори Тадеуш Стриєнський, Юзеф Чайковський, Казімеж Вичинський і Людвік Войтичко.[30] Проєкт отримав багато відгуків у пресі, переважно схвальних.[31]
- Конкурсний проєкт будинку Гірничої академії у Кракові (1913). Придбаний журі.[32]
- Рисунки і проєкти сільських хат, створені для виданої 1915 року збірки «Odbudowa polskiej wsi» (Відбудова польського села). Це зокрема рисунок центральної частини відбудованого села, проєкти одно- і двокімнатної хати з господарськими приміщеннями для безземельного селянина, проєкти тимчасових хат для однієї родини і для чотирьох родин.[6]
- Типовий проєкт будинку нотаріуса, створений для збірки «Odbudowa polskiego miasteczka» (Відбудова польського містечка), виданої 1916 року.[33]
- Генеральний план Закопаного. Розроблений для конкурсу 1922 року, на якому здобув одне з двох третіх місць.[34]
- Конкурсний проєкт пам'ятника Міцкевичу у Кракові. Скульптор Теодор Ригер.[8]
- Проєкт театру у Кракові, здобув перше місце на закритому конкурсі (співавтор Тадеуш Стриєнський).[25]

## Статті
- Z budowy pomnika Adama Mickiewicza // Czasopismo Towarzystwa Technicznego Krakowskiego. — 1895. — 15 marca. — № 6.
- Pomnik ś. p. Pawła Popiela // Czasopismo Techniczne. — Kraków, 1895. — 15 stycznia. — № 2.
- Zamek w Baranowie // Sprawozdania Komisyi do Badania Historyi Sztuki w Polsce. — T. 5. — 1896.
- Kościoł św. Elżbiety // Tygodnik Ilustrowany. — 1903. — № 13.
- Dom Towarzystwa Lekarskiego w Krakowie // Architekt. — 1905. — № 4. — S. 49—60 (spólnie z J. Nowakiem, J. Zubrzyckim).
- Złe ziarno // Architekt. — 1909. — № 7.
- O styl dla dzisiejszej architektury kościelnej // Gazeta kościelna. — 1909. — № 14. Також передруковано в Architekt. — 1909. — № 7.
- Z myślą o wielkim Krakowie // Architekt. — 1910. — № 3.
- Zakopane // Architekt. — 1922. — № 3—4.
- Kraków 1923 // Architekt. — 1923. — № 3.
- Kraków 1923 // Architekt. — 1923. — № 4.
- Kraków po wojnie // Architekt. — 1925. — № 8.